# Juillet 1903

## Événements
- Voyage d'Émile Loubet à Londres.

- 1er juillet : départ du 1er Tour de France. Au terme d'une course de 2 428 km, Maurice Garin remporte la course.

- 10 juillet : Richard Pearse prétend avoir signé son meilleur vol de l'année mais refuse (selon les partisans de cette thèse) de crier victoire car ce vol comme ceux réalisé jusque-là, manquent de contrôle.

- 11 juillet, France : 
  - loi sur l’hygiène dans les ateliers.
  - loi relative aux unités fondamentales du système métrique.

- 14 juillet :
  - Inauguration de la statue de la Liberté de Poitiers en l'honneur du général Berton qui fut guillotiné sur la place du Pilori (aujourd'hui place de la Liberté), en 1822.
  - Exécution d'un guide indigène à la dynamite à Fort Crampel, en Oubangui-Chari. Début de l'affaire Gaud-Toqué.

- 17 juillet : à Ostende, Arthur Duray établit un nouveau record de vitesse terrestre : 134,32 km/h.

- 17 juillet - 10 août : deuxième congrès du POSDR à Bruxelles, puis à Londres. Division entre bolcheviks (Lénine) et menchevik (Julius Martov) sur la conception du parti. Retrait du Bund auquel on refuse l’autonomie.

- 20 juillet : révolte nationaliste en Macédoine contre l’administration turque. Administration spéciale de la Macédoine sous contrôle des puissances européennes.

- 20-22 juillet : fondation à Schaffhouse de l’Union de Libération par les diverses composantes libérales rassemblées autour de la revue Libération.

- 30 juillet : le second Congrès du Parti social-démocrate russe commence à Bruxelles. La police belge force les délégués à partir pour Londres le 4 août.

## Naissances
- 1er juillet : Amy Johnson, aviatrice britannique († 5 janvier 1941).
- 2 juillet : Olaf V, roi de Norvège († 17 janvier 1991).
- 4 juillet : Corrado Bafile, cardinal italien, préfet de la Congrégation pour les causes des saints († 3 février 2005).
- 14 juillet : Louis Glangeaud, géologue français († 22 mars 1986).
- 15 juillet : Walter D. Edmonds, écrivain américain († 24 janvier 1998).
- 19 juillet : Robert Dalban, comédien († 3 avril 1987).
- 26 juillet : Charles Marx, futur Résistant, Croix de guerre et étoile de vermeil des FFI, Officier de la Légion d'Honneur, médailler d'honneur au service de la santé militaire, médaillé de la Résistance française, ministre luxembourgeois de la santé, Croix de l'Ordre de la Résistance à titre posthume († 13 juin 1946).
- 28 juillet : Honorine Rendello, doyenne des français depuis le 4 septembre 2016.
- 30 juillet : Alan Macnaughton, homme politique fédéral provenant du Québec.

## Décès
- 14 juillet : Manuel Antonio Caro, artiste chilien (° 3 juin 1835).
- 17 juillet : James Abbott McNeill Whistler, peintre américain.
- 20 juillet : Léon XIII, pape, né Vincenzo Gioacchino Raffaele Luigi Pecci (° 2 mars 1810).
- 30 juillet : Louis-Augustin Auguin, peintre français (° 29 mai 1824).